# 梅希涅茨
梅希涅茨是波蘭的城鎮，位於該國東北部，由馬佐夫舍省負責管轄，始建於1654年，面積10.74平方公里，2008年人口2,980，人口密度為每平方公里277人。
53°23′N 21°21′E / 53.383°N 21.350°E

## 外部連結
- Jewish Community in Myszyniec（页面存档备份，存于） on Virtual Shtetl